# Polly Ann Young
Pour les articles homonymes, voir Young.
Polly Ann Young est une actrice américaine née le 25 octobre 1908 à Denver, Colorado, États-Unis, et morte le 21 janvier 1997 à Los Angeles.

## Biographie
Les actrices Loretta Young et Sally Blane étaient ses sœurs et des trois, ce fut elle la moins couronnée de succès. Elle est également la demi-sœur de Georgiana Young Montalban, la femme de l'acteur Ricardo Montalban.
De 1917 à 1941, elle tourne dans 34 films, dont certains rôles mineurs non crédités. Son rôle le plus marquant est celui de la partenaire de John Wayne dans L'Homme de l'Utah (The Man From Utah) en 1934.
Polly Ann Young épouse Carter Hermann en 1935, ils auront quatre enfants. Elle survécut à son mari décédé en 1981 et meurt d'un cancer à 88 ans.

## Filmographie partielle
- 1928 : Les Masques de Satan (The Masks of the Devil) de Victor Sjöström
- 1930 : Going Wild de William A. Seiter
- 1934 : L'Homme de l'Utah (The Man from Utah) de Robert N. Bradbury
- 1934 : The White Parade d'Irving Cummings
- 1936 : The Border Patrolman de David Howard
- 1939 : Et la parole fut (The Story of Alexander Graham Bell) d'Irving Cummings
- 1940 : Changeons de sexe  (Turnabout) de Hal Roach
- 1941 : Le Fantôme invisible (Invisible Ghost) de Joseph H. Lewis